# Taly
Taly (in russo Талы?) è un villaggio (selo) della Russia europea sud-occidentale, situato nell'Oblast' di Voronež.